# Cobubatha coamona
Cobubatha coamona là một loài bướm đêm trong họ Noctuidae.